# BLUE REFLECTION 幻舞少女之劍
《BLUE REFLECTION 幻舞少女之劍》（又译作、，官方译为），是由Gust開發並由光榮特庫摩發行在PlayStation 4與PlayStation Vita平台的角色扮演遊戲，在2017年3月30日開始在日本發售，而北美和歐洲地區方面則是同年的9月26日和9月29日。玩家扮演的角色名叫白井日菜子，是一位曾備受期待但因為腳傷而變得無法跳舞的芭蕾舞者，她在一次機緣際會下被賦予魔法力量成為「反像者」，使她可以自由活動、跟「原種」和其他怪物戰鬥。日菜子的一天分為以女高中生的身分度過的日常和以「反像者」身分於異世界奔走的非日常，當她與同學相熟起來後，更可使用她們的支援技能。此作同時是Gust的「Beautiful Girls Festival」系列的最後一作，前兩作分別為《菲莉絲的鍊金工房 ~不可思議旅的鍊金術士~》和《無夜國度2》。
《BLUE REFLECTION 幻舞少女之劍》由細井順三擔任製作人，系列構成由時雨澤惠一、五十嵐雄策和夏海公司負責，而角色設計與監修則交給岸田梅爾。
2021年，宣佈開展「BLUE REFLECTION」計劃。作為新企劃之一的電視動畫《BLUE REFLECTION：澪》於2021年4月9日首播，其他還將推出新作主機遊戲《BLUE REFLECTION：帝》及手機遊戲《BLUE REFLECTION：燦》（BLUE REFLECTION SUN/燦）。

## 遊戲概要

玩家於回合制戰鬥中操縱包括女主角在內的三位「反像者」與「原種」對抗

遊戲一天的開端，玩家會操縱女主角去上學，途中可能會遇到她的同學。當場景轉移至學校時，日菜子的同學會給予玩家任務，這些任務會影響到他們跟日菜子的關係，具體取決於玩家的選擇；當白菜子與某同學足夠熟稔的話便會在故事進程中影響她對白菜子的態度，同時也會解鎖她的支援技能，除此之外，玩家還可以用遊戲中的手機發送消息來與角色進行互動、查閱該同學的資料與進行小遊戲。放學後，玩家便可以在校內自由活動，亦可花時間與白菜子的同學交談或與她出外。在玩家和所有角色都回家後，玩家便可以睡覺的方式結束一天的行程。
玩家也可以在空閒時間時解決白菜子同學的問題（任務），問題的原因可能來自異世界，有些則可能是來自現實世界。在異世界解決這些問題時，玩家可以找出導致問題出現的原因——「意念碎片」，它同時是「反像者」的力量來源。在收集到「意念碎片」、擊敗怪物了解到她們正在幫助的角色的想法，日菜子（玩家）才能完成任務並回到現實世界，事後系統會給予玩家「評價點數」及「成長點數」等獎勵。但不同的任務會給予不同的獎勵；有些任務的獎勵為「成長點數」，這些點數可以拿來升級角色的基本技能與強化「意念碎片」，另一種的任務獎勵則是「評價點數」，玩家需要累積這些點數來讓劇情得以進行。「意念碎片」方面，玩家可以將它們配備在角色的技能上，藉此來強化技能，使技能獲得附加效果。
玩家在探索異世界時可能會遭遇怪物，之後玩家會操縱包括女主角在內的三位「反像者」進行回合制戰鬥。戰鬥中系統會根據畫面上方的橫條切換角色，當角色圖示來到中間時便輪到該角色行動；畫面左方則是操作介面，玩家可以在那裡選擇「攻擊」或「支援」等指令。當達成特定條件後，三位「反像者」會發動強大的協力技，這技能擁有其他攻擊技無法相提並論的威力。在每一個回合，玩家可以用「累積」為她們的「艾提爾能量」充填，玩家可以通過消耗這些累積得來的能量來進行「回復」和「防禦」，與其他指令不同的是這2個指令並不出現在操作介面上，而是在自己的行動結束後，在下次輪到我方或敵方的行動順序為止，即時輸入按鈕的設計。在現實世界中，也可能會遇到一擊就可擊倒角色，名叫「原種」的強大怪物。在與「原種」戰鬥時，玩家能夠接受其他學生的支援，這些僅適用現實世界；要做到這一點，玩家要在戰前於十五位同學之中選擇並攜帶四位同伴，而每一位同學都有不同的援助技能。除此之外，「防禦」技能也會在與「原種」戰鬥的時候有所變化，在達成一定條件後「防禦」會變為「反像」，玩家可以藉此反彈「原種」發出的攻擊，造成大量傷害。

## 設定與登場人物
《BLUE REFLECTION 幻舞少女之剑》的故事发生在盛夏时节，背景为现代日本的星宮女子中学。玩家扮演的是前芭蕾舞蹈家白井日菜子，她的腳在遊戲開始前一年受傷，變得無法跳舞。在與司城夕月、來夢兩姐妹見面后，她得到了成為魔法少女「反像者」的能力，因此可以自由活動。

### 配音員
- 白井日菜子：高田憂希
- 司城夕月：高野麻里佳
- 司城來夢：秦佐和子
- 一之瀨亞子：花守由美里
- 井上千紘：諏訪彩花
- 齋木有理：佐倉綾音
- 真田凛：伊藤遙香
- 菅本紫帆莉：小松未可子
- 多谷史緒：白城奈央
- 鳴宮圭：德井青空
- 西田早苗：千本木彩花
- 蜷川麻央：內山夕實
- 三井香織：清水彩香
- 森川更紗：加隈亞衣
- 芳村梨佳：茅野愛衣

## 開發與發行
《BLUE REFLECTION 幻舞少女之劍》是在人物设计者岸田梅爾的监督下由光荣特库摩的子公司Gust开发的。它由细井顺三创作、時雨澤惠一、五十嵐雄策和夏海公司组织。开发者将游戏描述为一种以“真人大小”的青年女性为形象、以“人的本质”和人与人之间的联系为主题的“英雄角色扮演游戏”。其核心概念为女性之间的相互影响，玩家的角色通过她与同学分享的经验而成长，例如友谊的开始和结束。2016年8月，《BLUE REFLECTION 幻舞少女之劍》在Fami通和電擊PlayStation上披露，它是“Beautiful Girls Festival”计划的最后一个作品（其余2个作品为《菲莉絲的鍊金工房 ～不可思議之旅的鍊金術士～》和《無夜國度2》）。公布时，游戏开发工作已完成30％。
Gust让光荣特库摩于2017年3月30日以PlayStation 4和PlayStation Vita為平台於日本发布《BLUE REFLECTION 幻舞少女之劍》。遊戲分成普通版、精裝版和特別收藏版三種版本發售：精裝版除了遊戲CD外還包括遊戲的配樂，插圖，學校日曆，海報和日菜子特別服裝下載碼；特別收藏版則是與前者內容大致相同的情況上加上十六種人物海報。另外，預購遊戲的人會獲得額外的原創主題下載碼。光榮特納摩同時計劃於同年9月27日和29日分別發行北美與歐洲的PlayStation 4和Microsoft Windows版，而該兩個版本的預訂者則會獲得遊戲獨有的泳裝和來自《蘿樂娜的鍊金工房 ～亞蘭德之鍊金術士～》的服裝。5月2日，開放下載DLC內容，內容為以水手服為設計主調的泳衣服裝和鍊金工房系列服裝。第2批DLC內容於6月9日開放下載，內容為夏季服裝和浴巾裝束。
2017年11月，細井和岸田表示他們打算開發《BLUE REFLECTION》的續集，並把它變成一個系列，但他們同時指出是否動工，取決於粉絲的意見反饋。

## 製作
據細井順三在訪談所講，早在2013年《新·蘿樂娜的鍊金工房 起始的故事～亞蘭德之鍊金術士～》推出後，他跟岸田梅爾談過要一起開展一部Gust品牌的新遊戲計劃。不過，由於岸田行程很滿，所以最終沒有讓岸田參與那個計劃，而是委託他參與另一個計劃。之後社長在公司內募集想跟岸田合作的人，細井和高橋梓請纓加入。細井從最初開始並不希望岸田以插畫師的身份參與製作，而是希望好好運用他的美感，讓他擔任監修的工作。岸田作為本作的監修，除了真的要去檢閱遊戲內容外，有時候還會參與製作。例如為免在劇本問題上拉扯太久，而會直接自己寫劇情，讓對方作參考。從2016年3月開始有具體的開發工作，岸田從那時起每星期都會有一天到長野（Gust公司所在地）開會；入秋後就幾乎都留在長野，一星期才回家一次。
本作起用了時雨澤惠一、五十嵐雄策和夏海公司三名作家擔任系列構成。細井稱他最初覺得只有岸田梅爾和Gust新作品會流於普通，不夠有趣。在思考玩家會期待甚麼後，得出從故事着手的結論。他指在這部從頭開始的新作品中，委托新作家擔任系列構成，能夠確保故事有趣而有深度。製作組找過不少人選，最終找來時雨澤、五十嵐和夏海。細井指時雨澤作品《奇諾之旅》的風格跟遊戲很適合，五十嵐和夏海則有很好的喜劇觸覺，故認為他們會平衡得很好。細井指他們三人是以一組人來作委托，因此他們並非分開撰寫故事。頭三章的故事由時雨澤負責，之後五十嵐和夏海輪流接力，到臨近結尾時則三人一同創作。多次開會時也是三人共同出席。這次是相當資深的時雨澤初次參與遊戲劇本製作。
遊戲中共有15名角色。岸田在訪談指，若角色數目多於15人，故事就會過於鬆散，也會增加製作角色模組的負擔。製作組也曾考慮加入男性角色，但最終還是決定不加入。他們一方面考慮到若做到不夠徹底，就只會淪為作品的雜音。另一方面若加入男性角色，那就不得不寫戀愛的部份；但製作組早已決定不去寫簡單明瞭的戀愛之類的故事。

## 宣傳、活動
2017年3月29日遊戲發售前一天，舉辦遊戲發表會，出席者包括光榮執行董事小林伸太郎、細井順三、岸田梅爾、高橋梓，以及聲演3名女主角的高田憂希、高野麻里佳和秦佐和子。4月1日，岸田梅爾在友都八喜新宿西口站本店舉辦簽名會，購入遊戲者能獲得該簽名會的入場卷。

## 反應

### 發行前
Destructoid的科里·阿諾德（Cory Arnold） 稱《BLUE REFLECTION》看起來「極度有趣」，就像是《女神異聞錄》、《鍊金工房》、《Final Fantasy X》和《第二國度》的混合版一樣，他同時呼籲某些人拋棄對日本動畫的成見。而Game Informer的金伯利·華倫斯（Kimberley Wallace）則表示《BLUE REFLECTION》看起來「很有趣」。

### 發行後
Metacritic根據35則評論，給予《BLUE REFLECTION》66/100分，屬「好壞參半」級別。Fami通給予32/40分。IGN Japan的馬渕寬昭給予7.4/10分。

## 出版書籍
BLUE REFLECTION 幻舞少女之劍 角色完全檔案
| KADOKAWA      | KADOKAWA               | 東立出版社    | 東立出版社             |
| 發售日期      | ISBN                   | 發售日期      | ISBN                   |
| ------------- | ---------------------- | ------------- | ---------------------- |
| 2017年3月16日 | ISBN 978-4-04-892860-1 | 2018年2月14日 | ISBN 978-957-26-0459-5 |

## 電視動畫
電視動畫《BLUE REFLECTION：澪》由J.C.STAFF製作，內容是在原作遊戲的基礎上改編的全新故事，以平原陽櫻莉和羽成瑠夏兩名少女為主角，2021年4月9日於「Animeism」深夜動畫時段首播。

### 宣傳、消息公佈
2021年2月12日，宣佈電子遊戲《BLUE REFLECTION 幻舞少女之劍》將獲改編為電視動畫《BLUE REFLECTION：澪》，將於同年4月首播，內容是在原作遊戲的基礎上改編的全新故事，並一次過公開兩名主角的聲優（石見舞菜香、千菅春香）、製作公司及主要製作人員、預告視覺圖，以及預告宣傳影片。3月5日，公開人物設定圖、兩名新角色及其聲優（高倉有加、大和田仁美）。3月12日，再公開四名新角色及其聲優（上田麗奈、玉城仁菜、田邊留依、井澤詩織）。3月16日，公開兩條宣傳影片，初次展現角色的聲音。
2021年3月28日，石見、千菅、EXiNA和岸田梅爾出席AnimeJapan 2021網絡節目。節目中宣佈開展「BLUE REFLECTION」計劃，在電視動畫以外，將推出新作主機遊戲和手機遊戲，並開設該計劃的官方網站和Twitter帳戶。此外，亦公佈電視動畫將會是連續兩季度播映。

### 製作人員
- 原作：光榮特庫摩遊戲
- 導演：吉田紗子
- 系列構成、編劇：和場明子
- 角色原案：岸田梅爾
- 角色設計：菊田幸一
- 音響監督：岩浪美和
- 音響製作：Magic Capsule
- 音樂：篠田大介
- 動畫製作：J.C.STAFF[33]

### 配音員
- 平原陽櫻莉：石見舞菜香
- 羽成瑠夏：千菅春香
- 田邊百：高倉有加
- 白樺都：大和田仁美
- 平原美弦：上田麗奈
- 山田仁菜：玉城仁菜
- 駒川詩：田邊留依
- 水崎紫乃：井澤詩織
- 橘涼楓：
- 皇亞未琉：真野步
- 司城夕月：高野麻里佳
- 司城來夢：秦佐和子
- 齋木有理：佐倉綾音[33]

### 主題曲
片頭曲
《DiVine》
作詞：Shiena Nishizawa，作曲、編曲：篤志，主唱：EXiNA
《アトック》
作詞：Eir，作曲、編曲：津波幸平，主唱：藍井艾露
片尾曲
《最深》
作詞、作曲：syudou，編曲：TomoLow，主唱：ACCAMER
《fluoresce》
作詞、作曲：栗山夕璃，編曲：Naoki Itai，主唱：ACCAMER

### 各話列表
| 話數   | 日文標題 | 中文標題                 | 劇本     | 分鏡                  | 演出                | 作畫監督 | 總作畫監督                                    | 首播日期 （2021年） |
| ------ | -------- | ------------------------ | -------- | --------------------- | ------------------- | --- | --------------------------------------------- | ------------------- |
| 第1話  |          | 未曾消失的光芒           | 和場明子 | 吉田紗子              | 原田奈奈            | 村上雄、橋口隼人、中村真悟 舘崎大、吉田尚人、趙曉昕                                                               | 菊田幸一                                      | 4月9日              |
| 第2話  |          | 没有任何朋友             | 和場明子 | 杉島邦久              | 熊野千尋            | 野上慎也、那須野文                                                                                                | 谷川政輝                                      | 4月16日             |
| 第3話  |          | 隐藏真心                 | 和場明子 | 吉田徹                | 石田美由紀 海寶興藏 | 村上雄、西野佳佑、前原薫 舘崎大、吉田尚人、STUDIO MASSKET                                                         | 菊田幸一                                      | 4月23日             |
| 第4話  |          | 無理強求                 | 和場明子 | 川島宏                | 岩本保雄            | 粟田香菜子、河野直人、中熊太一 村上雄、胡峰成、花猫、刘云留、江涌                                                 | 音地正行、谷川政輝、谷口元浩                  | 4月30日             |
| 第5話  |          | 什麽都看不見的我         | 和場明子 |                       | 田中瑛              | 小川浩司、中山由美 彭佩琦、山中和泉                                                                               | 菊田幸一                                      | 5月7日              |
| 第6話  |          | 內心带刺的少女           | 水上清資 | 杉島邦久              | 所俊克              | 樱井木之实、花轮美幸 Du Wei Feng、Chen Liang                                                                      | 永川桃子                                      | 5月14日             |
| 第7話  |          | 求求你，讓我得到我想要的 | 水上清資 | 高田耕一              | 則座誠              | 坂本哲也、村上雄、袴田裕二 龙光、明光、K-PRODUCTION                                                               | 音地正行、坂本哲也                            | 5月21日             |
| 第8話  |          | 恐慌                     | 和場明子 | 鈴木行                | 石田美由紀          | 村上雄、堀光明、前原薰 寿门堂、Jumondou Seoul                                                                     | 菊田幸一、村上雄、坂本哲也                    | 5月28日             |
| 第9話  |          | 她說過的話               | 菅原雪繪 | 川島宏                | 田中瑛              | 村上雄、坂本哲也、堀光明 林信秀、三泽圣也、Cao Jiahua Huang Fang、Dogwood、K-PRODUCTION                           | 出野喜则、村上雄、坂本哲也                    | 6月4日              |
| 第10話 |          | 自掘墳墓的美麗少女       | 水上清資 | 宮浦栗生              | 熊野千尋            | 野上慎也、安齐佳惠、Lee Sang Jin Shin Hyung Sik、桝井一平                                                         | 菊田幸一、村上雄、坂本哲也                    | 6月11日             |
| 第11話 |          | 請宣判我有罪             | 和場明子 | 杉島邦久              | 石田美由紀          | 藤井昌宏、坂本哲也、村上雄 泉静香、赵晓昕、堀光明 林信秀、前原薰、Sevenseas OneOrder、寿门堂 BigOwl、K-PRODUCTION | 出野喜则、村上雄、坂本哲也                    | 6月18日             |
| 第12話 |          | 最深                     | 和場明子 | 吉田徹                | 田中瑛              | 中熊太一、佐佐木绫、河野直人 二宫奈那子、粟田香菜子 STUDIO MASSKET、K-PRODUCTION                                  | 宫口久美、中林蘭子、音地正行 村上雄、坂本哲也 | 6月25日             |
| 第13話 |          | Some Girls               | 和場明子 | 森川さやか            |                     | 前原薰、渡部由香里、赵晓昕 林信秀、Sevenseas、Big Owl K-PRODUCTION、Dogwood                                       | 出野喜则、村上雄、坂本哲也                    | 7月9日              |
| 第14話 |          | 無言以對的目擊者         | 水上清資 | 寺東克己              | 所俊克              | 樱井木之實、南信一郎、Du Weifeng Chen Liang、Wei Xulong、Li Liangpeng                                             | 村上雄、坂本哲也                              | 7月16日             |
| 第15話 |          | 融洽歡聚                 | 和場明子 | 羽多野浩平 石山タカ明 | 羽多野浩平          | 林信秀、堀光明、前原薰 Dogwood、Big Owl K-PRODUCTION、Sevenseas                                                   | 坂本哲也、村上雄、出野喜则                    | 7月23日             |
| 第16話 |          | Rubber Ring              | 和場明子 | 森川さやか            | 小野田雄亮          | 粟田香菜子、三澤聖也、河野直人 佐佐木綾、Sevenseas、Big Owl                                                       | 菊田幸一、音地正行、中林兰子                  | 7月30日             |
| 第17話 |          | Angel．Angel             | 水上清資 | 寺東克己              |                     | 松本胜次、李少雷、顾金秋 陈玉峰、陈洁琼、杭金华 赵玲、刘军、陈洁琼 胡威、林雪春、杜卫峰                           | 出野喜则、村上雄、坂本哲也                    | 8月6日              |
| 第18話 |          | 墓園大門                 | 水上清資 |                       | 田中瑛              | 上田彩朔、前原薰、林信秀 堀光明、村上雄、坂本哲也 Sevenseas、Big Owl                                              | 村上雄、坂本哲也                              | 8月13日             |
| 第19話 |          | 找到了，找到了，我找到了 | 和場明子 | 寺東克己              |                     | 林信秀、赵晓昕、前原薰 松本胜次、Studio Evergreen、Big Owl K-PRODUCTION、寿门堂                                   | 村上雄、坂本哲也、出野喜则                    | 8月20日             |
| 第20話 |          | 斷頭台上的瑪格麗特       | 和場明子 | 吉田徹                |                     | 菅野智之、菊川孝司 永山惠、吉田雄一                                                                               | 坂本哲也、村上雄、音地正行                    | 8月27日             |
| 第21話 |          | 我什麼都還沒得到         | 和場明子 | 羽多野浩平 石山タカ明 |                     | 栗原裕明、笠野充志、青木里枝 沓泽洋子、Dogwood、Big Owl Studio Evergreen、24FPS K-PRODUCTION、Sevenseas           | 村上雄、坂本哲也、菊田幸一                    | 9月3日              |
| 第22話 |          | 與死亡為鄰               | 水上清資 | 森川さやか            | 所俊克              | 樱井木之實、服部益美、Du Weifeng Chen Liang、Wei Xulong、Wang Bin                                                 | 村上雄、坂本哲也 出野喜則、谷川政辉           | 9月10日             |
| 第23話 |          | 得到一切的你             | 水上清資 |                       | 小野田雄亮          | 赵晓昕、上田彩朔、Sevenseas Evergreen、24FPS、Big Owl Dogwood、K-PRODUCTION                                       | 村上雄、坂本哲也 菊田幸一、出野喜则           | 9月17日             |
| 第24話 |          | BLUE REFLECTION          | 和場明子 | 吉田徹                | 田中瑛              | 中熊太一、前原薰、佐佐木綾 林信秀、河野直人                                                                       | 村上雄、坂本哲也、音地正行                    | 9月24日             |

### 播放電視台
日本深夜動畫：下文記載的日本国内播放時間使用日本標準時間（UTC+9）表示。因為部分時間标识會採用30小时制，因此請留意这类超过24:00的时间，其實際播放時間為翌日清晨。
| 播放日期               | 播放時間（UTC+9）    | 播放電視台 | 播放地區   | 備註             |
| ---------------------- | -------------------- | ---------- | ---------- | ---------------- |
| 2021年4月9日－9月24日  | 星期五 25:55 - 26:25 | 每日放送   | 近畿廣域區 | 製作局           |
| 2021年4月9日－9月24日  | 星期五 25:55 - 26:25 | TBS電視台  | 關東廣域區 |                  |
| 2021年4月9日－9月24日  | 星期五 26:30 - 27:00 | BS-TBS     | 日本全國   |                  |
| 2021年4月13日－9月28日 | 星期二 23:00 - 23:30 | AT-X       | 日本全國   | 衛星電視，有重播 |

## 外部連結
- 官方网站
- 電視動畫官方網站（日語）
- 電視動畫的X（前Twitter）（日語）